# Nusshof
Nusshof est une commune suisse du canton de Bâle-Campagne, située dans le district de Sissach.